# Luis Gleisner Wobbe
Luis Gleisner Wobbe (Iquique, 22 de febrero de 1936) es un presbítero católico chileno. Fue Obispo auxiliar de Rancagua (1991-2001), y obispo auxiliar de La Serena (2001-2014). Está incardinado en la Prelatura del Opus Dei.

## Biografía
Luis Gleisner nació en la localidad de Iquique. Tras cursar sus estudios secundarios en el Colegio de los Sagrados Corazones de la Alameda en Santiago, se graduó como Ingeniero Electricista en la Universidad Técnica Federico Santa María (Valparaíso, 1958). Comenzó su carrera profesional, trabajando como técnico en el laboratorio de electrónica del Instituto de Investigaciones y Ensayos Eléctricos de la Universidad de Chile. Posteriormente, y tras realizar los estudios de Filosofía y Sagrada Teología en el Studium Generale del Opus Dei, en el Colegio romano de la Santa Cruz (Roma), y en el Angelicum, se ordenó sacerdote el 11 de agosto de 1963, incardinándose en la Prelatura del Opus Dei, de la cual forma parte desde 1958.
Doctor en Derecho Canónico por el Ateneo Pontificio Angelicum (1961), con la tesis sobre la Acumulación de delitos y de penas. Fue profesor de matemáticas y física en la Escuela Industrial de San Fernando (1972-1974).
El Papa Juan Pablo II lo nombró obispo auxiliar en Rancagua y obispo titular de Mididi el 3 de julio de 1991. Fue ordenado obispo por el obispo de Valparaíso, Jorge Arturo Agustín Medina Estévez, el 15 de agosto del mismo año; Los co-consagradores fueron Adolfo Rodríguez Vidal, Obispo de Los Ángeles, y Eladio Vicuña Aránguiz, Arzobispo de Puerto Montt.
El 10 de julio de 2001 fue nombrado obispo auxiliar en La Serena.
El Papa Francisco aceptó su renuncia por motivos de edad el 21 de noviembre de 2014.